# 中村耕一
中村 耕一（なかむら こういち、1951年2月15日 - ）は、日本のミュージシャン、シンガーソングライター、俳優。北海道江差町出身、元JAYWALKのメンバー（ボーカル、ギター担当）。

## 経歴・人物
北海道江差町出身。1969年、函館有斗高校を卒業。中学生時代にビートルズの音楽と出会い、高校1年生の時にアマチュア・バンドを結成。学校を卒業後もボーカリストとして地元でバンド活動を続ける。1980年、J-WALK（現・THE JAYWALK）結成とともに参加。1981年にデビュー。1993年、当時のヒット曲『何も言えなくて…夏』で第44回NHK紅白歌合戦に出場した。

### 覚せい剤取締法違反での逮捕
2010年3月9日、覚せい剤取締法違反（所持）で逮捕。同年、JAYWALKのメジャーデビュー30周年の大きな節目だったが、事件を受け、5月から予定していた記念全国ツアーをはじめ、ライブやイベントは全部中止。CDもショップから撤去された。
2010年5月、覚醒剤やコカインを所持したとして覚醒剤取締法違反などの罪に問われ、東京地裁で懲役2年執行猶予4年の判決を受けた。判決後は専門家のカウンセリング以外は自宅で息子の弁当を毎日作っていた。中村自身はインタビューで「償いと自戒を込め、判決後は音楽活動を止める覚悟だった」と振り返っている。
2011年3月10日を以てJAYWALKを脱退。

### ボランティア活動
2011年3月11日に発生した東日本大震災の10日後、パートナーの矢野きよ実らと共に宮城県石巻市へ救援物資を持ち、炊き出しボランティアを行った。
2011年4月24日、宮城県石巻市桃生町にある香積寺の住職から、石巻市内で被災した檀家の葬儀での献奏を依頼される。判決後は歌を辞める覚悟でいた中村だが、中村の過去も知った上での依頼であったため引き受けた。
その後、津波で多くの児童が犠牲になった大川小学校の関係者らが避難していた石巻市の飯野川中学体育館である女性に「私はすべて無くしました。でもあなたには歌がある。私たちも頑張るから、あなたも頑張りなさいね」と声をかけられる。そして食事の後に周囲の被災者からリクエストが寄せられて、アカペラで歌唱した。この出来事について中村はインタビューで「香積寺のご住職、避難所で声をかけてくれた女性、被災者の皆さん。そして大きな拍手。今も忘れられません。あの体験がなかったら、音楽はやめていたかも知れないです」と語っている。　
以来、石巻市内を中心に南三陸町や岩手県陸前高田市など三陸沿岸部へ通うようになり、ボランティアは数十回。泉谷しげる、嘉門達夫らと町おこしイベントに幾度も協力した。　

### ソロ活動
2013年2月、三宅伸治のサポートの元、名古屋・東京を皮切りにソロ・アーティストとしてライブ活動を開始。三宅伸治の全面バック・アップ、プロデュースによる再出発アルバム「かけがえのないもの」を発表。
2013年12月、カバーアルバム「GREAT Japanese Songs Vol.1 」を発表。またソロ活動とは別に三宅伸治、高橋 ”Jr.”知治 、大島賢治、厚見玲衣、梅津和時とともにTimeless Bandを結成。東名阪ツアーを行い、2015年1月7日にはアルバム「Song Bird」を発表。
2016年12月、レイニーウッドとライブを行う。その後は、三宅伸治、小坂忠、木村充揮、厚見玲衣、レイニーウッド、有山じゅんじ、松田“ari“幸一、滝ともはる、斉藤哲夫、三好"3吉"功郎、増田俊郎、柳沢二三男、中村義人など数々のアーティストと全国でライブを行い、2018年には108本、2019年は年間116本のライブを行う。
2019年に日本のブルースバンド「OSAKA ROOTS」と共演。2021年12月にはBillboard大阪でライブを行う。
2021年4月　東京下北沢・風知空知での2013年からの弾き語りライブの音源をまとめたドキュメントアルバム「HOPE FOR TOMORROW」を発表。
2021年5月に東京・自由が丘で行われた中村のライブに杉田裕（THE JAYWALK）が訪れ、11年ぶりの共演となった。2022年5月1日にはライブハウスeggmanの40周年ライブにて中村耕一と杉田裕のライブが開催。
2022年は年間102本のライブを行う。
2023年5月 名古屋を舞台にした日比遊一監督作品で遥海とのダブル主演による映画「はじまりの日」がクランクイン。オファーのたび「演技ができない」など何度も断ってきたが、最終的に監督からの『セリフなくしました。カメラの前で、そのまま素でいてください。指示は僕が出します。演技は絶対しないでください。』との要望に出演に至る。
2023年は年間105本のライブを行う。
2024年1月20日(土)　一夜限りの「JAYWALK ONE NIGHT STAND LIVE」を日本橋三井ホールで開催。チケットは即完でプレミアムチケットとなる。好評を得たことで、東名版ツアー「JAYWALK ONCE MORE THAT NIGHT」を大阪・東京・名古屋で開催。
2024年9月9日(月)、「はじまりの日」完成披露試写会の舞台挨拶に登壇。
同年の12月9日に膀胱癌で死去した小倉智昭とは2007年のとくダネ！の朝のヒットスタジオで出会ったが、先述の事件で逮捕・拘禁刑(当時の懲役刑)で14年間会うことができなかったが、本作の試写会で再会を果たした。
2025年7月9日、テレビ東京「テレ東音楽祭2025～夏～」に、JAYWALKとして生出演し「何も言えなくて･･･夏」を歌唱した。

## ディスコグラフィー

### アルバム
- 『Dearest』（2003年10月29日）
- 『かけがえのないもの』（2013年2月27日）
- 『Great Japanese Songs vol.1』（2013年12月17日）
- 『Song Bird』（2015年1月7日）
- 『LIVE with new songs』中村耕一 TIMELESS BAND（2015年12月10日）
- 『HOPE FOR TOMORROW LIVE 2013-2019』（2021年4月24日）

## 出演

### 映画
- はじまりの日（2024年10月11日）[7][8]